# 池川玲子
池川 玲子（いけがわ れいこ、1959年7月19日 - ）は、日本の歴史学者。専門は日本近現代女性史。日本女子大学学術研究員。大阪経済法科大学、敬和学園大学客員研究員。

## 人物
20歳後半より独学で「青鞜」運動などの女性史の在野研究に取り組む。45歳で川村学園女子大学大学院に進学し、若桑みどりに師事、表象解析、ジェンダー学等を学ぶ。映画、絵画などの視覚表象の分析を基盤とし、イメージを手掛かりに歴史を読み解くという手法による歴史研究を行なっている。研究は多面的で、美術史、写真史、更には映画史、広告史に至るまでの広範な領域を逍遙している。夫は池川志郎。

## 経歴
- 1959年　愛媛県今治市生まれ
- 1978年　愛媛県立今治西高等学校卒業
- 1982年　東京女子大学文理学部史学科卒業
- 2004年　川村学園女子大学大学院博士後期課程入学
- 2006年　上記課程修了。博士（文学） (学位論文：「満州」移民映画とジェンダー : 満州映画協会女性監督・坂根田鶴子を中心として（吉川弘文館より出版））
- 2007年　港区立男女平等参画センター 専門員（非常勤）（〜2009年）
- 2007年　千葉大学　講師（非常勤）（〜2009年）
- 2008年　実践女子大学　講師（非常勤）（〜2015年）
- 2008年　敬和学園大学　人文社会研究科学研究所　客員研究員
- 2010年　大妻女子大学　講師（非常勤）（〜2013年）
- 2012年　日本女子大学　講師（非常勤）（〜2015年）
- 2013年　東京女子大学　講師（非常勤）（～2022年）
- 2014年　京都大学地域研究統合情報センター　共同研究員（〜2015年）
- 2015年　放送大学　講師（非常勤）（〜2019年）
- 2015年　大阪経済法科大学　アジア太平洋研究センター　客員研究員
- 2022年　日本女子大学　学術研究員、大学院（家政学部）講師（非常勤）

## 研究業績
主な著書（単著）：
- 『「帝国」の映画監督 坂根田鶴子　「開拓の花嫁」・一九四三年・満映』吉川弘文館、2011年 ISBN 978-4642038027
- 『ヌードと愛国』講談社現代新書・講談社、2014年 ISBN 978-4062882842

主な共著：
- Japanese women：emerging from subservience, 1868-1945, Global Oriental, 2005, ISBN 978-1901903188
- 『「青鞜」を学ぶ人のために』世界思想社、1999年 ISBN 978-4790707851
- 『ひとはなぜ乳房を求めるのか　危機の時代のジェンダー表象』青弓社、2011年 ISBN 978-4787233288
- 『着衣する身体と女性の周縁化』思文閣出版、2012年 ISBN 978-4784216161
- 『歴史における周縁と共生　女性・穢れ・衛生』思文閣出版、2014年 ISBN 978-4784217144
- 『〈妊婦〉アート論』青弓社、2018年 ISBN 978-4787274106
- 『家の文化学』青簡舎、2018年 ISBN 978-4909181121

主要論文：
- 池川玲子 占領軍が描いた日本女性史 : CIE映画『伸びゆく婦人』の検討 (特集 映画をめぐる歴史と時間) 『歴史評論』 (753) 20–34, 2013.
- 池川玲子 「『北の三人』考 : 戦時下最後の映画が引き直したジェンダーの境界線 (欧米・アジアの戦時大衆メディアに見る「国民」とジェンダー秩序再構築の国際比較)」『人文社会科学研究所年報』10,47-59, 2012.
- 池川玲子 「戦時下日本映画の中の女性像―『チョコレートと兵隊』再検討」『歴史評論』 (708) 46–60, 2009. ISSN 0386-8907

## 受賞歴
- 2011年　第二十六回女性史青山なを賞 (受賞作品：「帝国」の映画監督 坂根田鶴子　「開拓の花嫁」・一九四三年・満映（吉川弘文館）)